# Nhô Anastácio Chegou de Viagem
Nhô Anastácio Chegou de Viagem é um filme brasileiro do gênero comédia, dirigido por Julio Ferrez em 1908 e baseado na canção "Seu Anastácio" do cantor Baiano. No elenco principal estavam os atores José Gonçalves Leonardo, Ismênia Mateus e Antonio Cataldi. É considerado o primeiro filme de ficção e comédia do Brasil.
O filme foi lançado em 19 de junho de 1908, no Cine Pathé, no Rio de Janeiro. Foi reexibido em 1909 com o título Seu Anastácio Chegou de Viagem, em versão "cantada", com os próprios atores dublando-se por trás da tela.
Nhô Anastácio Chegou de Viagem é dado como um filme perdido, pois nenhuma cópia do longa foi devidamente preservada, com também nenhum material sobrevivente, além de registros em jornais.

## Sinopse
Hilariante composição cômica nacional, nos mostrando as peregrinações de um velho roceiro perambulando, pela primeira vez, na Capital Federal.

## Elenco
- José Gonçalves Leonardo
- Ismênia Mateus
- Antonio Cataldi